# Parafia Przemienienia Pańskiego w Gdyni
Parafia pw. Przemienienia Pańskiego w Gdyni – parafia rzymskokatolicka usytuowana w dzielnicy Cisowa w Gdyni. Należy do dekanatu Gdynia-Chylonia, który należy z kolei do archidiecezji gdańskiej.
Obecnym proboszczem parafii jest ks. Stanisław Megier.

## Historia
- 21 grudnia 1933 – ustanowienie parafii